# Euphlyctis
Euphlyctis is een geslacht van kikkers uit de familie Dicroglossidae. De groep werd voor het eerst wetenschappelijk beschreven door Leopold Fitzinger in 1843.
Er zijn zeven soorten, inclusief de pas in 2015 voor het eerst wetenschappelijk beschreven kikker Euphlyctis kalasgramensis. Alle soorten komen voor in delen van noordwestelijk Afrika, Azië en het Arabisch Schiereiland.

## Soorten
Geslacht Euphlyctis
- Soort Euphlyctis aloysii
- Soort Euphlyctis cyanophlyctis
- Soort Euphlyctis ehrenbergii
- Soort Euphlyctis ghoshi
- Soort Euphlyctis hexadactylus
- Soort Euphlyctis kalasgramensis
- Soort Euphlyctis mudigere

Allopaa · 
Chrysopaa · 
Euphlyctis · 
Fejervarya · 
Hoplobatrachus · 
Limnonectes · 
Nannophrys · 
Nanorana · 
Ombrana · 
Quasipaa · 
Sphaerotheca